# 21 iulie
ianuarie • februarie • martie  • aprilie  • mai  • iunie  • iulie  • august  • septembrie  • octombrie  • noiembrie  • decembrie
21 iulie este a 202-a zi a calendarului gregorian, a 203-a zi în anii bisecți. Mai sunt 163 de zile până la sfârșitul anului.

## Evenimente

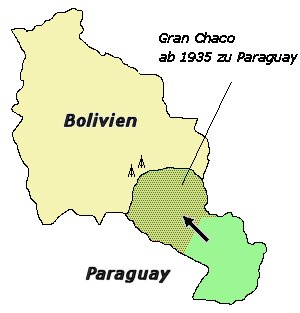
1938: Prin tratatul de pace care a pus capăt războiului dintre Bolivia și Paraguay, Bolivia a pierdut aproape o treime din teritoriul său, dar și-a păstrat domeniile sale de petrol, la poalele Anzilor, în timp ce Paraguay aproape și-a dublat teritoriul.

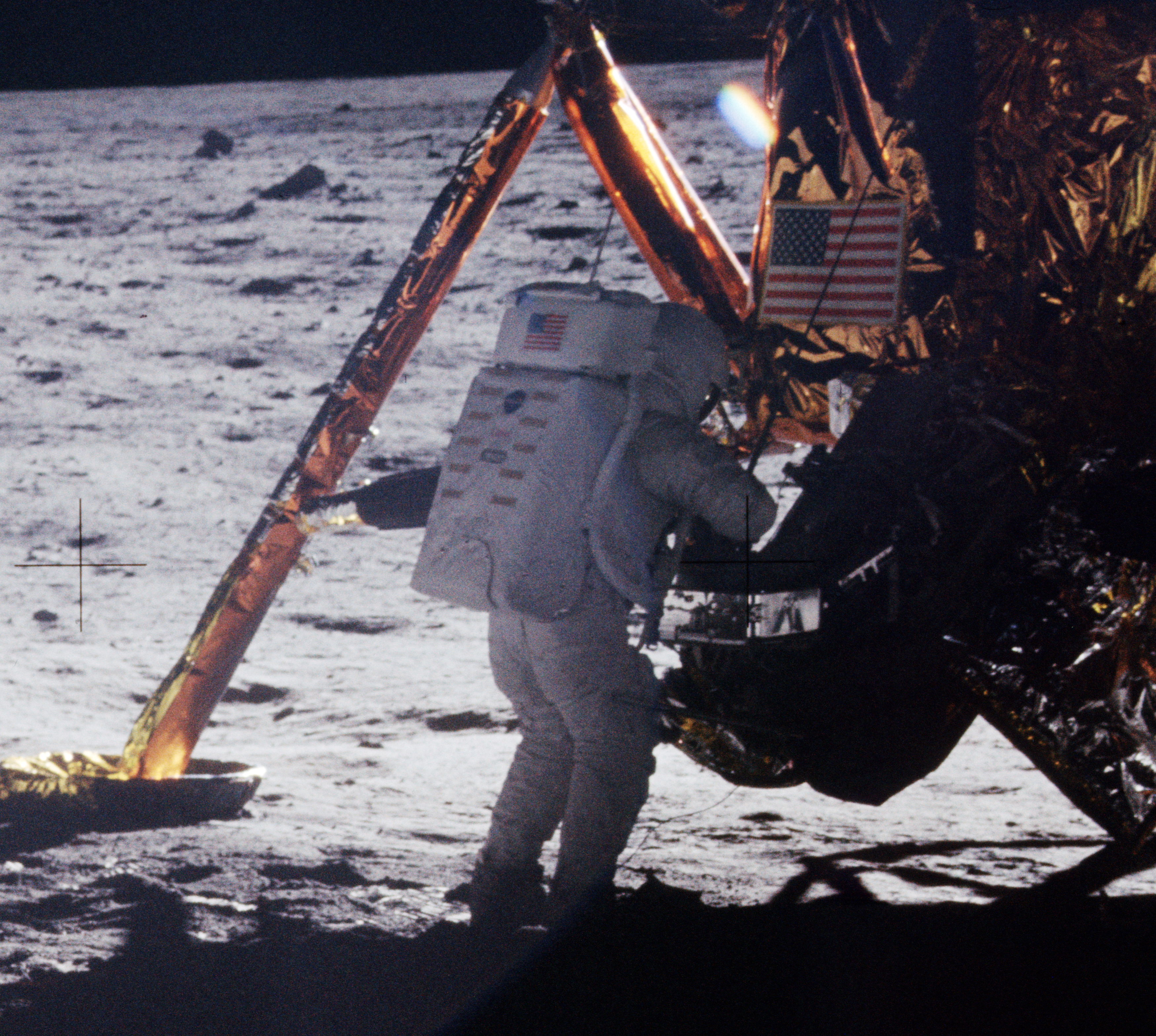
1969: Astronauții americani Neil Armstrong și Edwin "Buzz" Aldrin devin primii oameni care pășesc pe Lună, în timpul misiunii Apollo 11 (20 iulie în America de Nord).

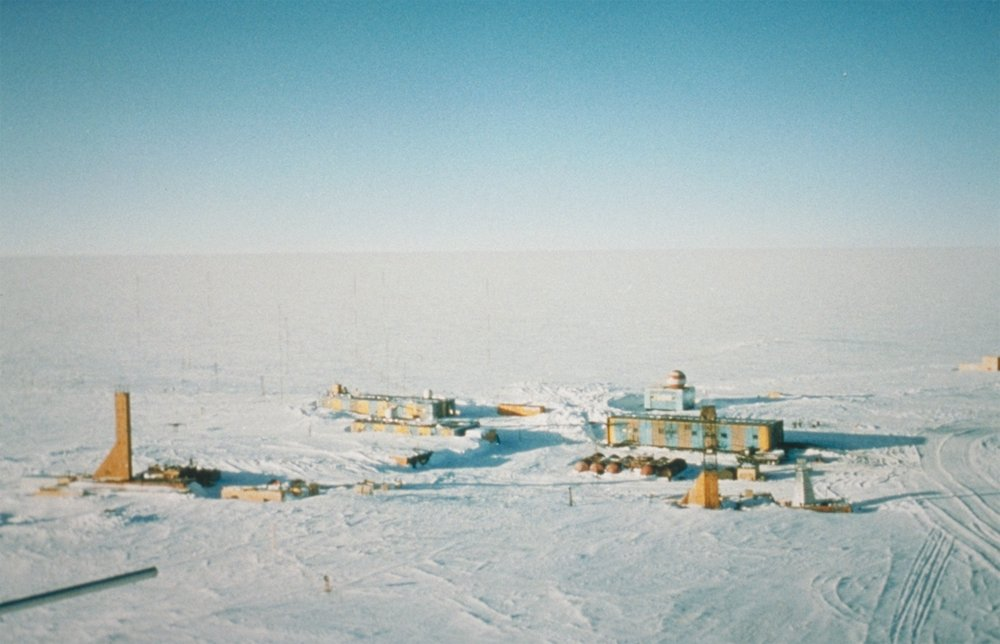
1983: La stația Vostok din Antarctica de Est, se înregistrează cea mai scăzută temperatură de pe Pământ, -89,2 °C (−128.6 °F; 184.0 K).

- 356 î.Hr.: Templul zeiței Artemis din Efes, una dintre cele șapte minuni ale lumii antice, a fost distrus prin incendiere de un anume Herostratus.
- 0230: Papa Ponțian îi succede Papei Urban ca cel de-al 18-lea papă.
- 0285: Dioclețian îl numește pe Maximian ca Cæsar și co-conducător.
- 1242: Bătălia de Taillebourg: Ludovic al IX-lea al Franței pune capăt revoltei vasalilor săi, Henric al III-lea al Angliei și Hugh al X-lea de Lusignan.
- 1718: Tratatul de la Passarowitz: Imperiul Otoman cedează Austriei Banatul, Oltenia, nordul Serbiei și al Bosniei.
- 1831: Începe domnia regelui Leopold I, primul rege al belgienilor.
- 1861: La București, pe scena Teatrului cel Mare (ulterior Teatrul Național), a avut loc prima reprezentație a piesei "Hamlet", de William Shakespeare, avându-l în rolul principal pe Mihail Pascaly, primul actor român care l-a întruchipat pe Hamlet.
- 1861: Prima mare bătălie a Războiului Civil American, denumită prima bătălie de pe Bull Run, s-a încheiat cu victoria armatei confederate.
- 1873: Primul jaf de tren de la vestul râului Mississippi a fost înfăptuit de temutul bandit american Jesse James.
- 1880: Poetul Alexandru Macedonski publică, în revista "Literatorul", articolul "Despre logica poeziei", considerat a fi primul manifest al poeziei române moderne.
- 1906: Alfred Dreyfus este reintegrat în armată cu gradul de căpitan.
- 1914: Consiliul de Coroană, întrunit la Sinaia, proclamă poziția de neutralitate a României în Primul Război Mondial.
- 1917: Aleksandr Kerenski devine primul ministru al Rusiei.
- 1925: Procesul Scopes: În Dayton, Tennessee, profesorul de biologie de liceu John Scopes este găsit vinovat că a predat Teoria evoluționistă în clasă și amendat cu 100 de dolari.
- 1938: Prin tratatul de pace care a pus capăt războiului dintre Bolivia și Paraguay, Bolivia a pierdut aproape o treime din teritoriul său, dar și-a păstrat domeniile sale de petrol, la poalele Anzilor, în timp ce Paraguay aproape și-a dublat teritoriul.
- 1941: Primul bombardament al aviației germane asupra Moscovei.
- 1944: Colonelul Claus von Stauffenberg și ceilalți complici la asasinarea eșuată împotriva lui Adolf Hitler, sunt executați la Berlin, Germania.
- 1945: Președintele american Harry S. Truman a aprobat ordonanța prin care se aproba folosirea bombelor atomice.
- 1954: Primul Război din Indochina: Conferința de la Geneva împarte Vietnamul în Vietnamul de Nord și Vietnamul de Sud.
- 1960: Navigatorul și aviatorul britanic Francis Chichester, a sosit la New York, la bordul vasului "Gypsy Moth II", după o călătorie în jurul lumii ce a durat doar nouă luni și o zi.
- 1969: La aproape 7 ore după ce modul lunar a aselenizat, astronauții americani Neil Armstrong și Edwin "Buzz" Aldrin devin primii oameni care pășesc pe Lună, în timpul misiunii Apollo 11 (20 iulie în America de Nord).
- 1969: A fost inaugurat Combinatul petrochimic Pitești.
- 1970:  După 11 ani de construcție este finalizat barajul Aswan din Egipt.
- 1971: A fost dată în exploatare definitivă ecluza românească de la Porțile de Fier.
- 1983: La stația Vostok din Antarctica de Est, se înregistrează cea mai scăzută temperatură de pe Pământ, -89,2 °C  (−128.6 °F; 184.0 K).[1]
- 1984: CPEx al CC al PCR a hotărât construirea canalului navigabil Poarta-Albă-Midia-Năvodari și a canalului navigabil Dunăre-București.
- 2005: La 14 zile de la atacurile teroriste din Londra sunt din nou găsite bombe la Londra, de data aceasta însă nu au fost detonate.
- 2007: Apare ultimul volum din seria Harry Potter.
- 2008: Radovan Karadžić a fost arestat la Belgrad în cadrul unui mandat internațional de arestare a Tribunalul de la Haga.
- 2011: Programul Space Shuttle al NASA se încheie cu aterizarea navetei spațiale Atlantis în misiunea STS-135 la Centrul spațial Kennedy al NASA.[2]
- 2013: Prințul Filip al Belgiei a devenit rege al belgienilor în urma abdicării tatălui său, Albert al II-lea al Belgiei.
- 2022: Peștele-spadă chinezesc, una dintre cele mai mari specii de pești de apă dulce din lume, este declarat oficial dispărut de Uniunea Internațională pentru Conservarea Naturii.[3]

## Nașteri
- 1414: Papa Sixtus al IV-lea (d. 1484)
- 1616: Anna de' Medici, arhiducesă de Austria (d. 1676)
- 1620: Jean Picard, astronom francez (d. 1682)
- 1808: Simion Bărnuțiu, istoric și estetician român, conducător al Revoluției de la 1848 din Transilvania (d. 1864)
- 1821: Vasile Alecsandri, poet, dramaturg, politician român (d. 1890)

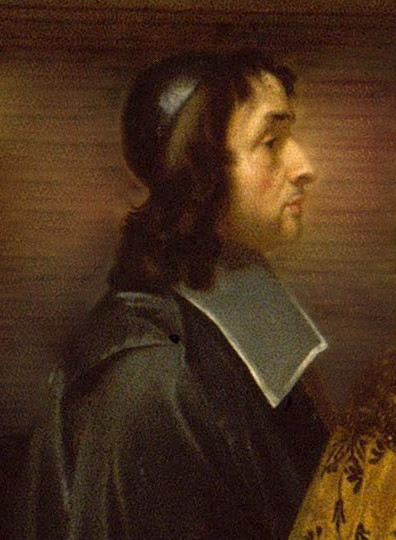
Jean Picard, astronom francez
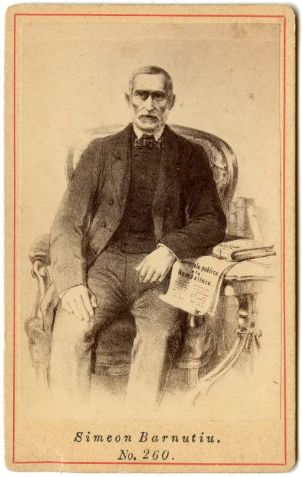
Simion Bărnuțiu,  istoric și estetician român
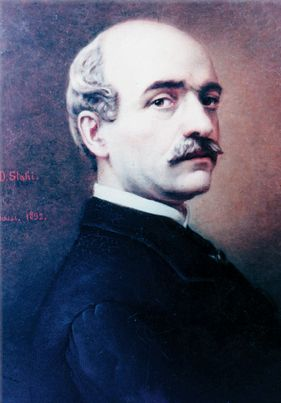
Vasile Alecsandri, poet, dramaturg, politician român

- 1858: Maria Cristina de Austria, a doua soție a regelui Alfonso al XII-lea al Spaniei (d. 1929)
- 1858: Lovis Corinth, pictor german (d. 1925)
- 1890: Constantin Pârvulescu,  astronom, astrofizician român  (d. 1945)
- 1891: Jean Yonnel, actor francez, originar din România (d. 1968)
- 1893: Hans Fallada, scriitor german (d. 1947)
- 1899: Ernest Miller Hemingway, scriitor american, laureat al Premiului Nobel (d. 1961)
- 1905: Constantin Ionescu, chimist și farmacist român (d. 1956)
- 1907: Dimitrie Macrea, lingvist român, membru al Academiei Române (d. 1988)
- 1920: Violeta Zamfirescu, poetă și prozatoare română (d. 2006)
- 1923: Rudolph Arthur Marcus, chimist canadian, laureat al Premiului Nobel în 1992
- 1926: Norman Jewison,  regizor, producător de film și actor canadian (d. 2024)

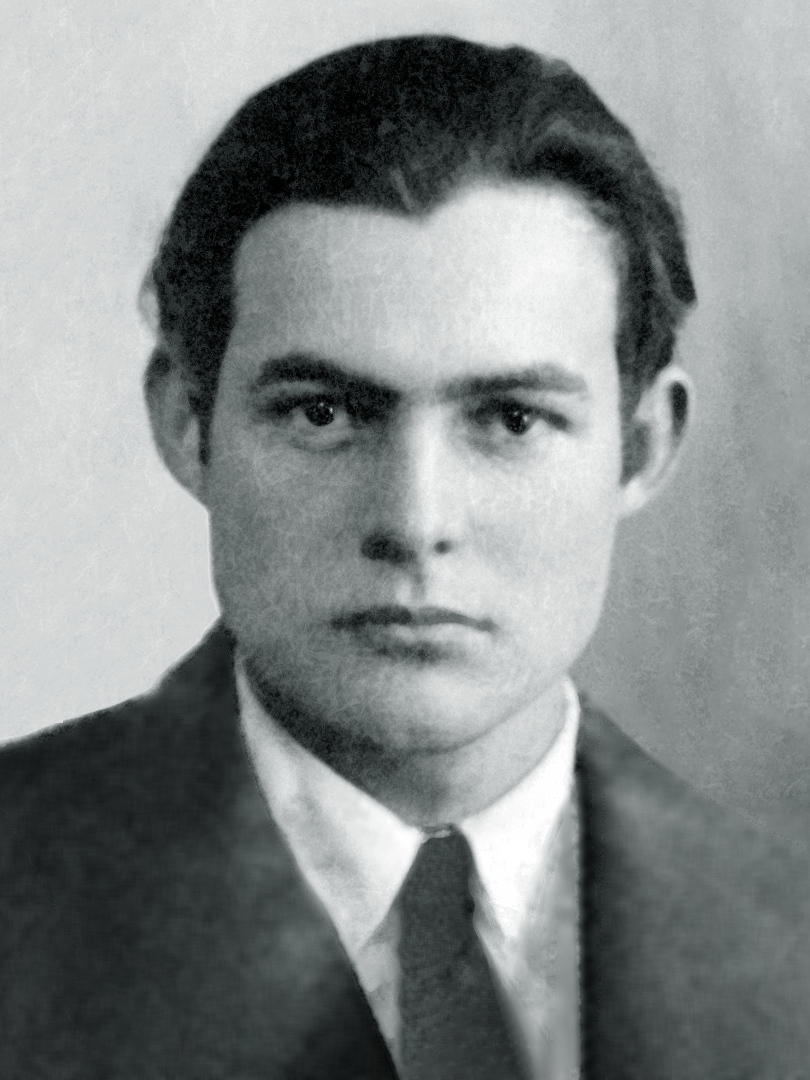
Ernest Hemingway,  scriitor american, laureat Nobel
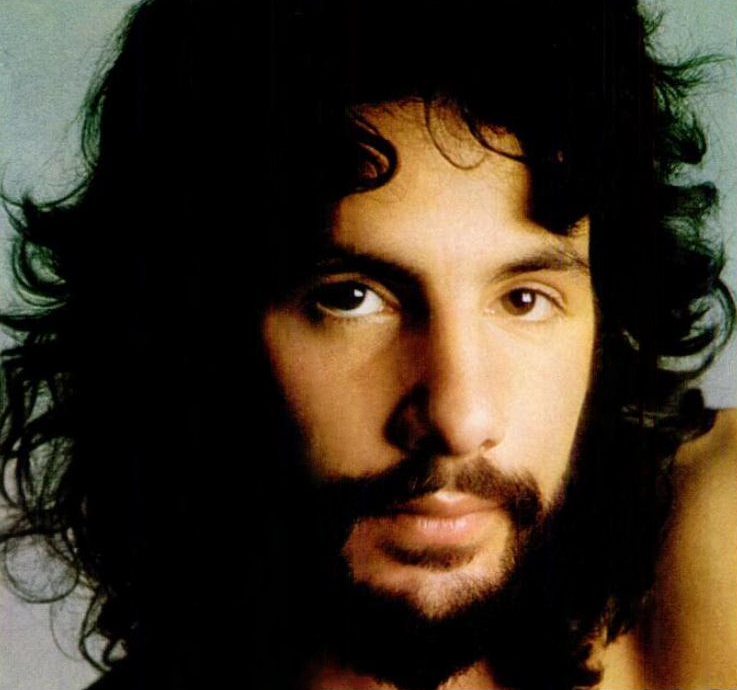
Cat Stevens, cântăreț englez
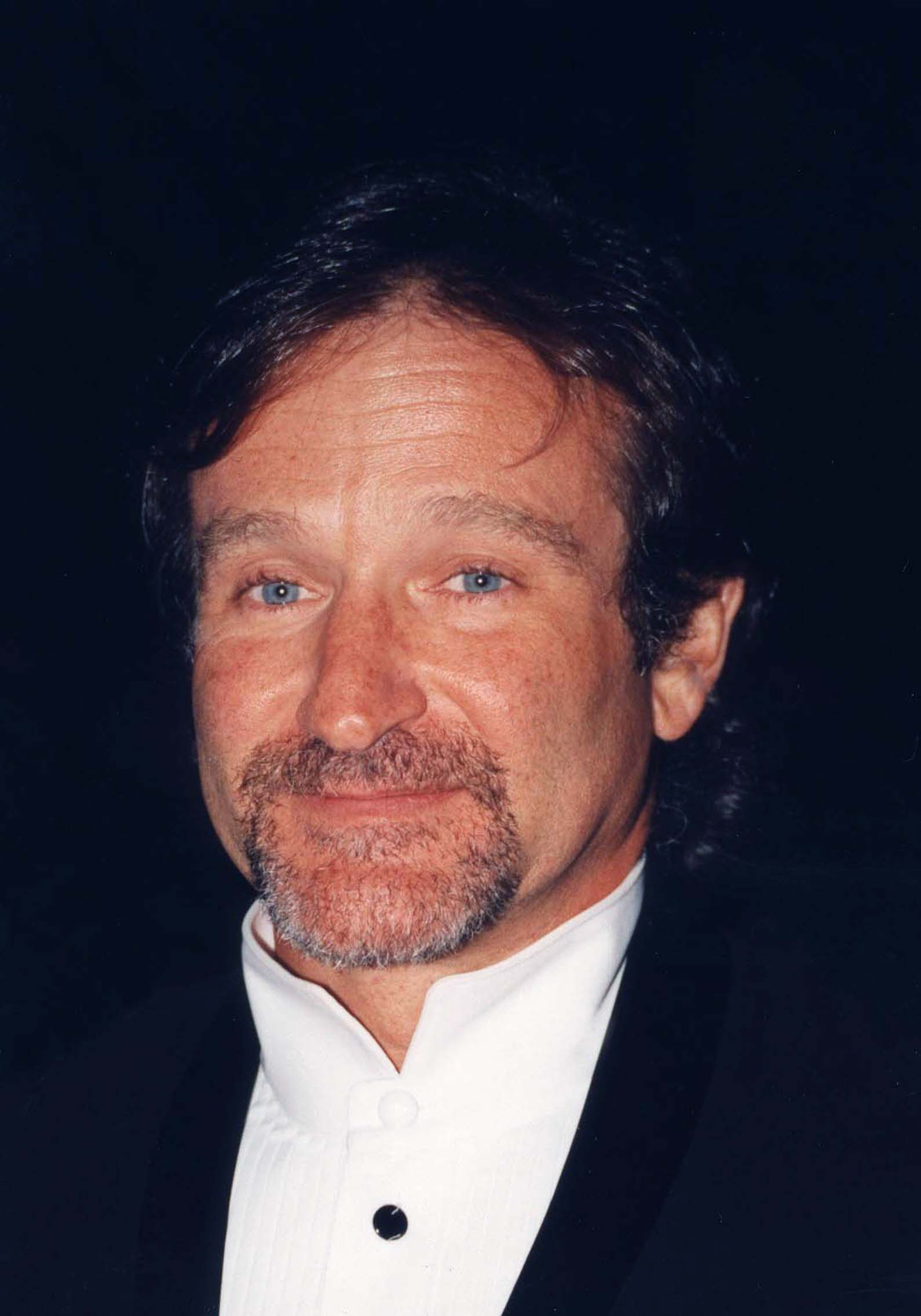
Robin Williams, actor american

- 1932: Corneliu Leu, prozator și dramaturg român (d. 2015)
- 1948: Cat Stevens, cântăreț și compozitor englez
- 1951: Robin Williams, actor american (d. 2014)
- 1953: Dénes Seres, politician român
- 1955: Dan Chișu, regizor român
- 1963: Pinchas Goldschmidt, rabin elvețian, savant religios și lider al comunității evreiești
- 1966: Sorin Gabriel Zamfir, politician român
- 1971: Charlotte Gainsbourg, actriță și cântăreață franceză
- 1974: Alina Chivulescu, actriță română
- 1976: Manuel Osa Nsue Nsua, politician și bancher din Guineea Ecuatorială, prim-ministru
- 1981: Victor Hănescu, jucător român de tenis
- 1983: Eivør Pálsdóttir, cântăreață de origine feroeză

## Decese
- 1425: Manuel al II-lea Paleologul, împărat bizatin (n. 1350)
- 1719: Marie Louise Élisabeth de Orléans, membră a Casei de Orléans (n. 1695)
- 1862: Prințul Bernhard de Saxa-Weimar-Eisenach (n. 1792)
- 1907: Nicolae Grigorescu, pictor român (n. 1838)
- 1919: Eremia Grigorescu, general român, comandantul trupelor române în bătălia de la Mărășești, ministru de război (n. 1863)
- 1922: Gemal Pașa, comandant militar și om politic turc (n. 1872)
- 1944: Claus von Stauffenberg, ofițer german, conducătorul complotului din 20 iulie împotriva lui Hitler (n. 1907) (ucis)

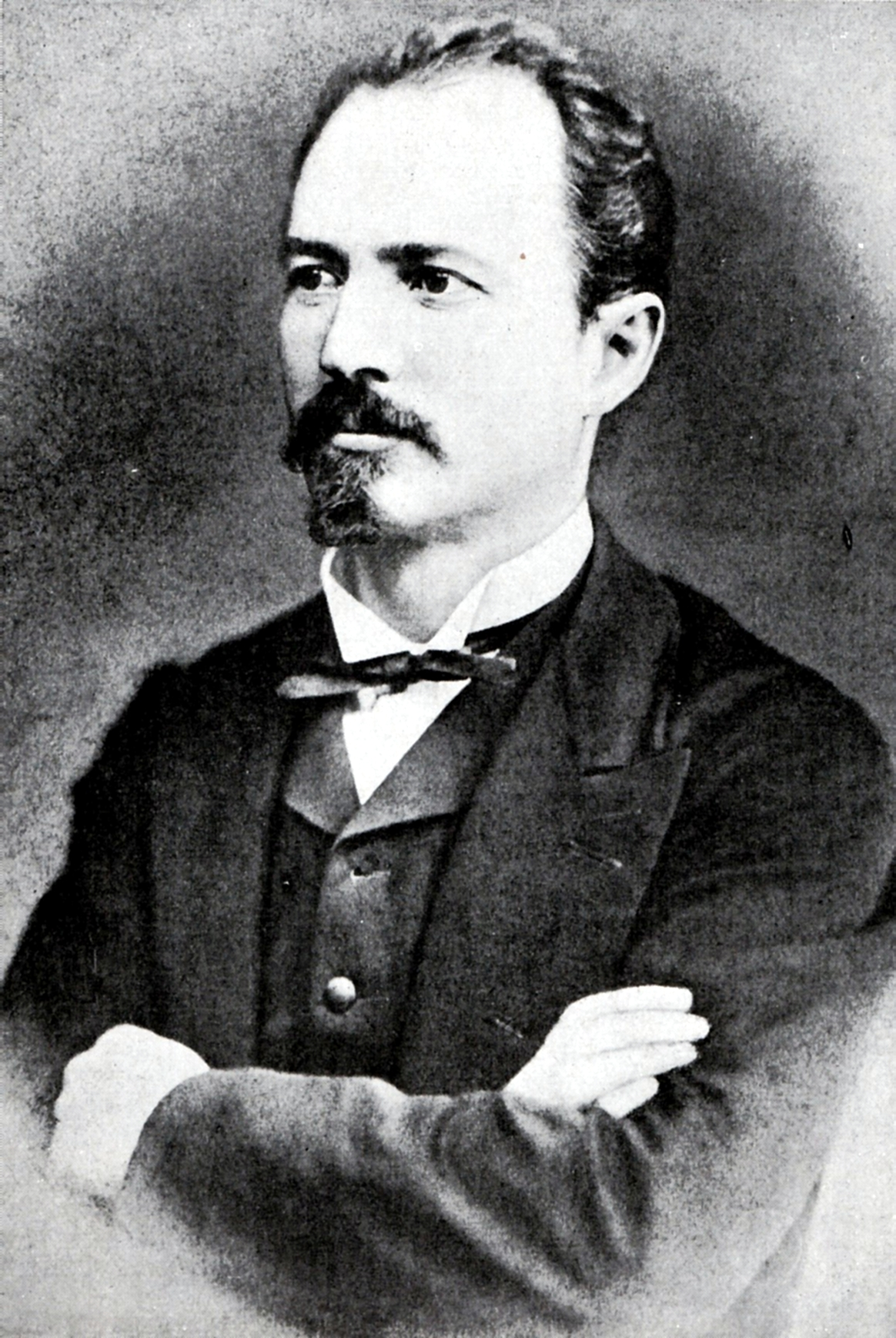
Nicolae Grigorescu, pictor român
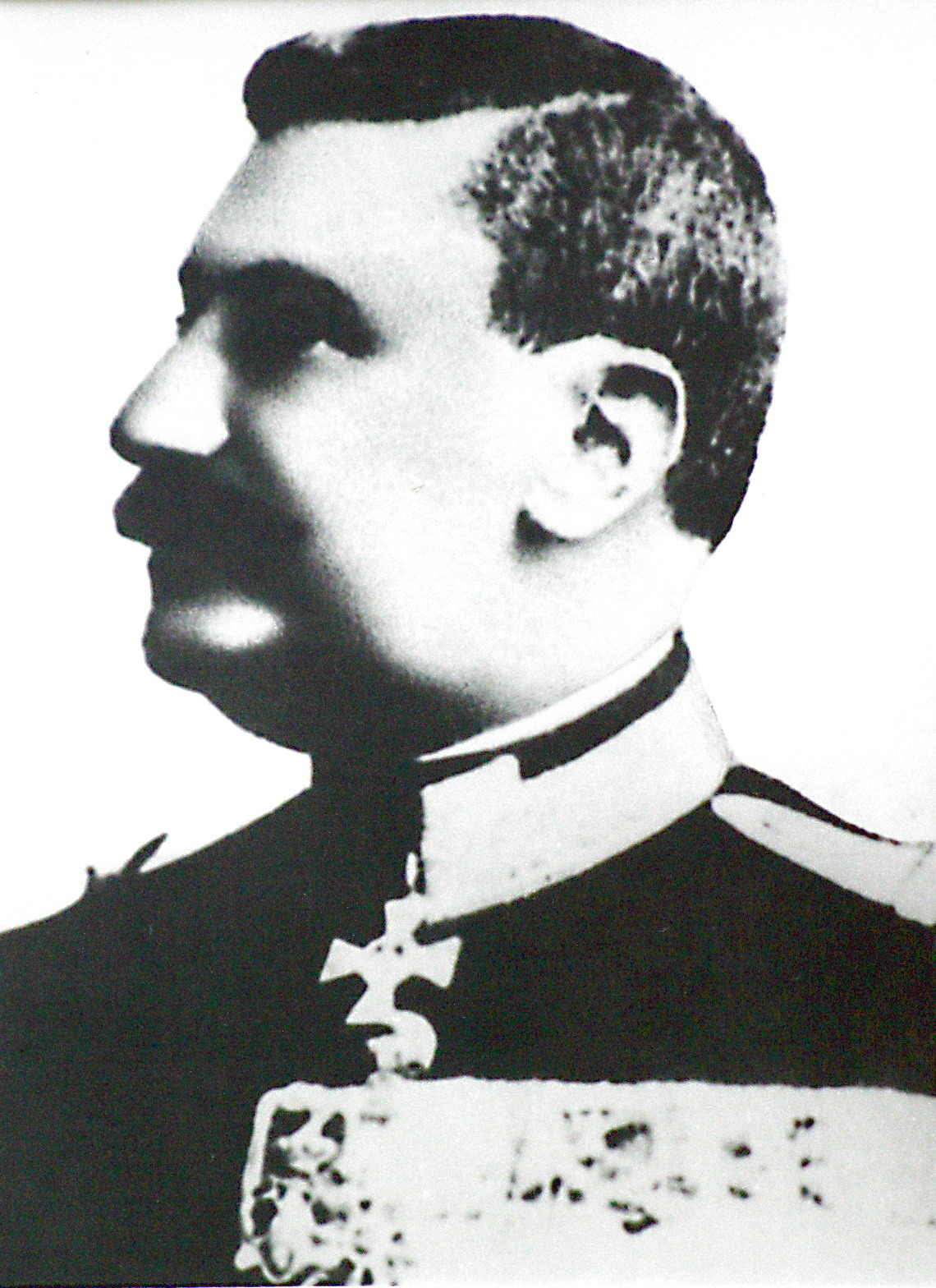
Eremia Grigorescu, general român

- 1960: Massimo Bontempelli, scriitor italian (n. 1878)
- 1969: Lou Albert-Lasard, pictoriță franceză (n. 1885)
- 1986: Ion Caraion (Stelian Diaconescu), poet, eseist și traducător român (n. 1923)
- 1998: Alan Shepard, astronaut american (n. 1923)
- 2004: Jerry Goldsmith, compozitor american (n. 1929)
- 2011: Mircea Ivănescu, poet, scriitor eseist și traducător român (n. 1931)
- 2020: Valeriu Cazacu, actor din Republica Moldova (n. 1948)
- 2022: Uwe Seeler, jucător și antrenor german de fotbal (n. 1936)
- 2023: Tony Bennett, cântăreț american de jazz (n. 1926)

## Sărbători
- Cuv. Simeon din Emesa și Ioan Pustnicul (sec. al VI-lea); Sf. Proroc Iezechiel (calendar bizantin)
- Sf. Laurențiu de Brindisi (1559-1619), preot și învățător (calendar latin)
- Belgia: Ziua națională - se aniversează instaurarea monarhiei - depunerea jurământului de către primul rege, Leopold I (dinastia Saxa-Coburg), în 1831